# Сухопутні війська Марокко
Королівська армія Марокко (араб. القوات البرية الملكية المغربية, також ⵜⴰⵙⵔⴷⴰⵙⵜ ⵜⴰⴳⵍⴷⴰⵏⵜ), або Королівські сухопутні війська Марокко — наземний компонент, найбільший за чисельністю вид збройних сил Збройних сил Марокко, призначений для ведення активних бойових дій на сухопутних театрах воєнних дій. Разом з іншими двома видами збройних сил — військово-морськими і повітряними силами, а також Королівськими гвардією й жандармерією становить кістяк збройних сил Королівства.

## Історія
Марокканська армія існувала безперервно з часів піднесення імперії Альморавідів у XI столітті. За часів Французького протекторату (1912—1955) велика кількість марокканців набиралася на службу в полки Спагі та Тірельєрів французької Африканської армії (фр. Armée d'Afrique). Багато хто з них під час Першої світової війни билися на фронтах у складі французьких збройних сил. Під час Другої світової війни понад 300 000 марокканських військовослужбовців (включаючи допоміжні засоби гум'єрів) служили у складі Вільних французьких військ у Північній Африці, Італії, Франції та Австрії. У двох світових конфліктах марокканські підрозділи заробили прізвисько німецьких солдатів «Todesschwalben» (укр. ластівки смерті), оскільки вони демонстрували особливу стійкість на полі бою. Після закінчення Другої світової війни марокканські війська входили до складу Французького експедиційного корпусу на Далекому Сході, який брав участь у Першій індокитайській війні з 1946 по 1954 рік.
Іспанська армія також широко використовувала марокканські війська, набрані в Іспанському протектораті, які брали активну участь у боях та битвах під час Рифської війни 1921–26, а також у ході громадянської війни в Іспанії 1936–39. Марокканські Регуларес разом з Іспанським легіоном становили елітну іспанську Африканську армію. Напіввійськова жандармерія, відома під назвою «Мехал-ла-Джаліфіанас», створена за зразком французьких гум'єрів, діяла в Іспанській зоні.
14 травня 1956 року після розпаду французького Марокко, французького протекторату, були створені Королівські збройні сили Марокко. Чотирнадцять тисяч марокканського персоналу з французької армії та десять тисяч військових зі складу збройних сил Іспанії перейшли до новостворених збройних сил. Ця кількість поповнилася приблизно 5000 колишніми партизанами з «Армії визволення». Близько 2000 французьких офіцерів та сержантів залишилося в Марокко за короткостроковими контрактами, на час, поки за прискореними програмами підготовки у військових академіях Сен-Сір, Толедо та Дар-аль-Байда не була підготовлена достатня кількість марокканських офіцерів.
Першими війнами, в яких марокканські сухопутні війська взяли участь у XX столітті вже як армія незалежної країни, стали війна Іфні та «Піщана» війна.
На початку 1960-х років марокканські війська були направлені в Конго в рамках першої багатофункціональної миротворчої операції ООН (ONUC). Однак, найбільш відзначною для збройних сил Марокко стала участь у 25-річній асиметричній війні (війна в Західній Сахарі) проти «Полісаріо», повстанського національно-визвольного руху, який підтримуваний Алжиром домагався незалежності Західної Сахари від Марокко.
Підрозділи Королівської марокканської армії воювали під час Шестиденної війни та на Голанському фронті під час війни Судного дня у 1973 році (переважно в битві за Ель-Кунейтру). У 1977 році марокканські військові активно втручалися в збройний конфлікт у центральній Африці, відомий як Шаба І, щоб врятувати режим Заїру. Після Шаби II Марокко входило до складу Міжафриканських сил, розміщених на кордонах Заїру, її сили нараховували близько 1500 військових-миротворців. Марокканська армія також брала участь у війні в Перській затоці силами механізованого та піхотного батальйонів в оперативних групах «Омар» і «Тарік» відповідно.
З 1990-х років марокканські війська активно залучалися до проведення миротворчих місій в Африці. З початку 1990-х вони діяли в Анголі у складі трьох місій ООН з верифікації: UNAVEM I, UNAVEM II та UNAVEM III. Марокканці також були в Сомалі у місії UNOSOM I, в Об'єднаній оперативній групі під керівництвом США (UNITAF), відомої під американською кодовою назвою «Відродження надії», та в наступній програмі під проводом ООН — UNOSOM II. Марокканські солдати змагалися під час протистояння 3–4 жовтня 1993 року в Могадішо проти сомалійських повстанців. Інша участь у підтримці миру протягом 1990-х років включала Перехідний орган ООН у Камбоджі (UNTAC) та місії в колишній Югославії: IFOR, SFOR та KFOR.
Протягом 2000-2010-х років марокканська армія делегує частину сил для виконання миротворчих операцій Організації Об'єднаних Націй в Африці та інших регіонах, включаючи Місію ООН зі стабілізації в Демократичній Республіці Конго (MONUSCO), UNOCI, BINUCA та MISCA (2014). Також марокканці діяли у Міжнародних силах сприяння безпеці в Афганістані.

## Бойовий склад Королівської армії Марокко
Організація та структура командування включає:
- Штаб Генерального командування (Рабат)
- Північне командування (Мекнес)
- Південне командування (Агадір)

Формування:
- 10 окремих бронетанкових батальйонів,
- 3 механізовані бригади з 19 батальйонами,
- 35 окремих піхотних батальйонів,
- 6 бригад легкої охорони,
- 2 кавалерійських і 3 батальйони верблюжого корпусу (Мехаріс),
- 2 десантні бригади, 2 повітряно-десантних батальйони, 4 батальйони командос і
- 13 артилерійських батальйонів.

ППО входить до складу артилерійських структур і дивізій.

### Військові звання Сухопутних військ Марокко
|  |  |  |  |  |

|  |  |  |  |

|  |  |  | немає |

|  |  |  |  |  |  |  |  |  |